# Акваріум

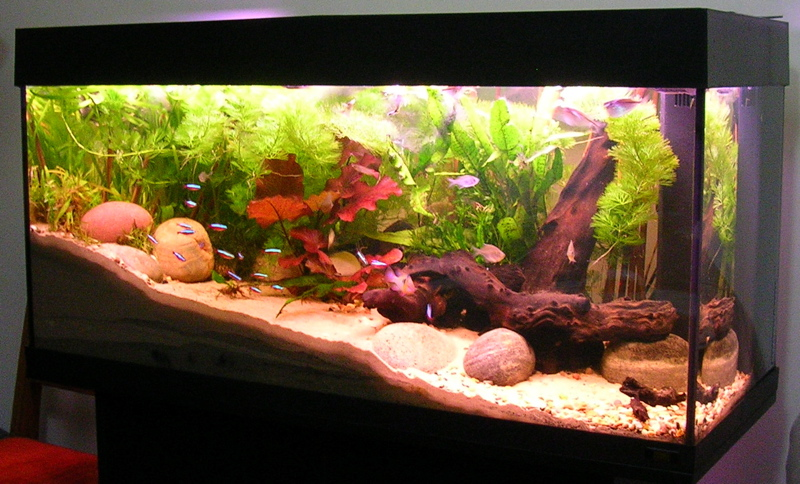
Прісноводний акваріум

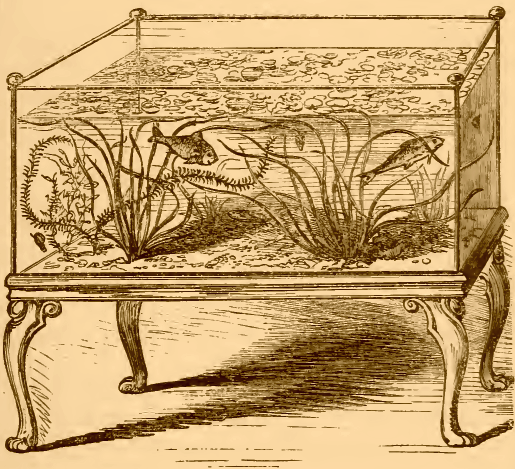
Домашній акваріум 1860-х. Валіснерія спіральна та холоднокровні рибки. Лондон

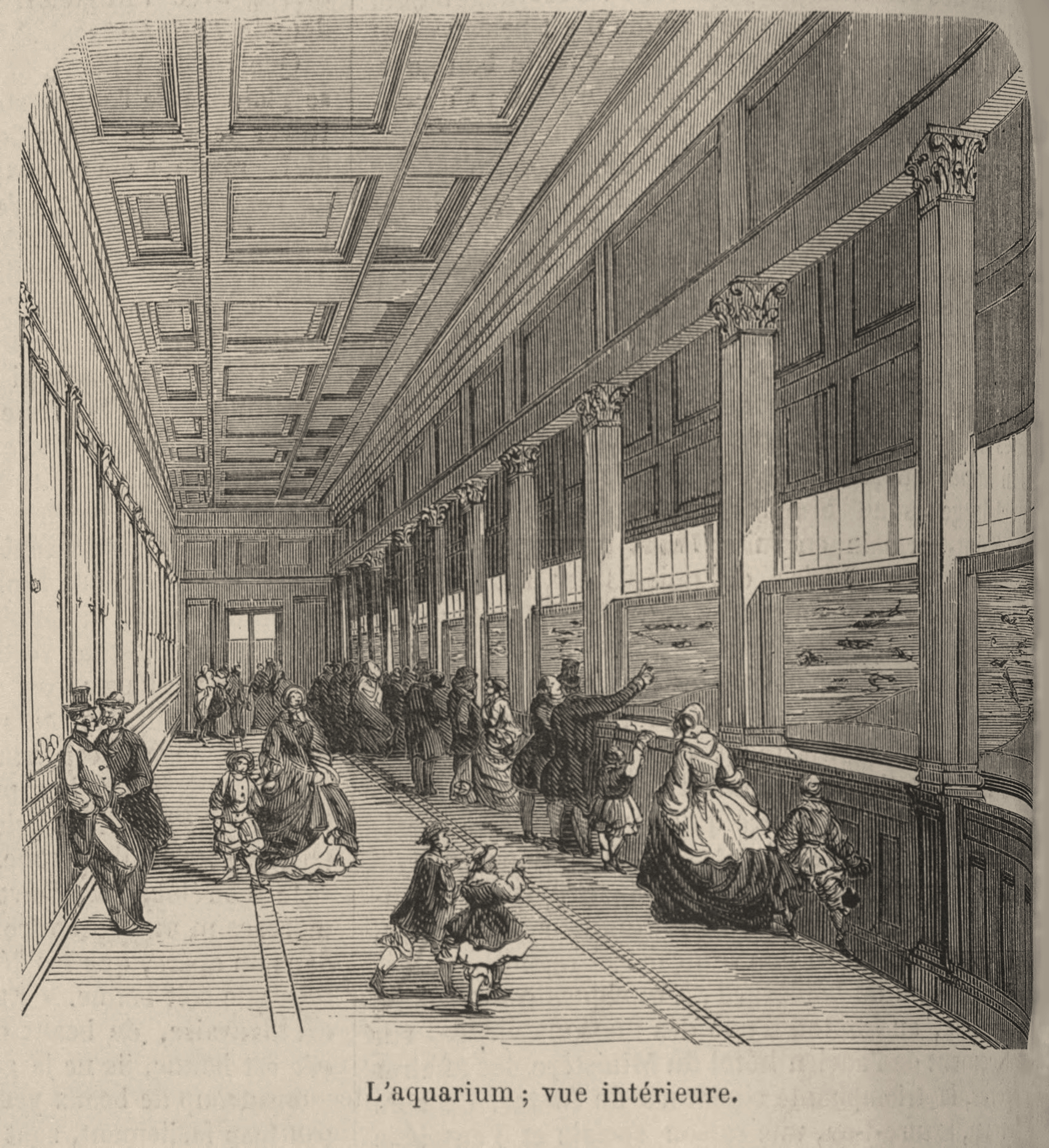
Акваріуми, XIX ст.

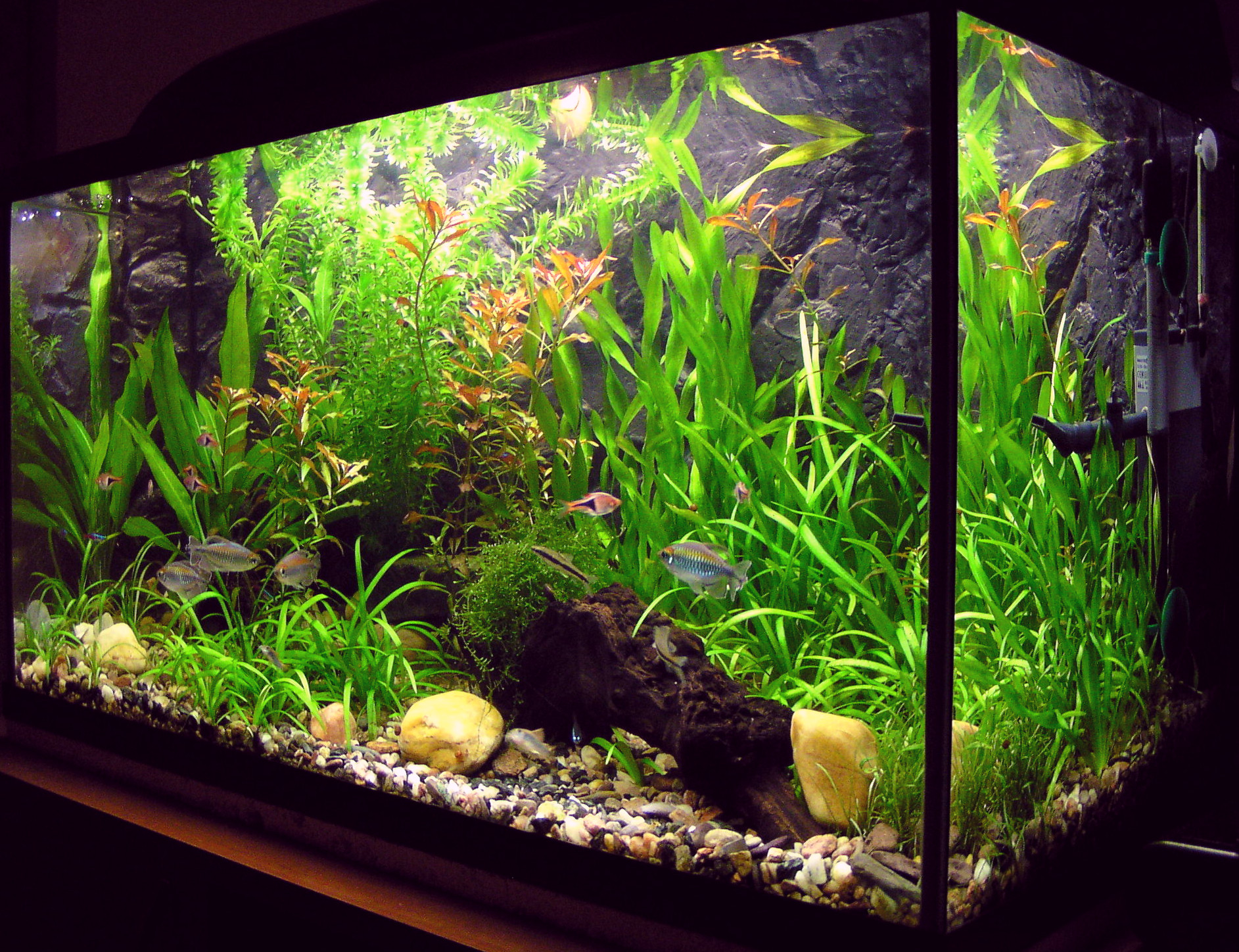
Сучасний домашній акваріум

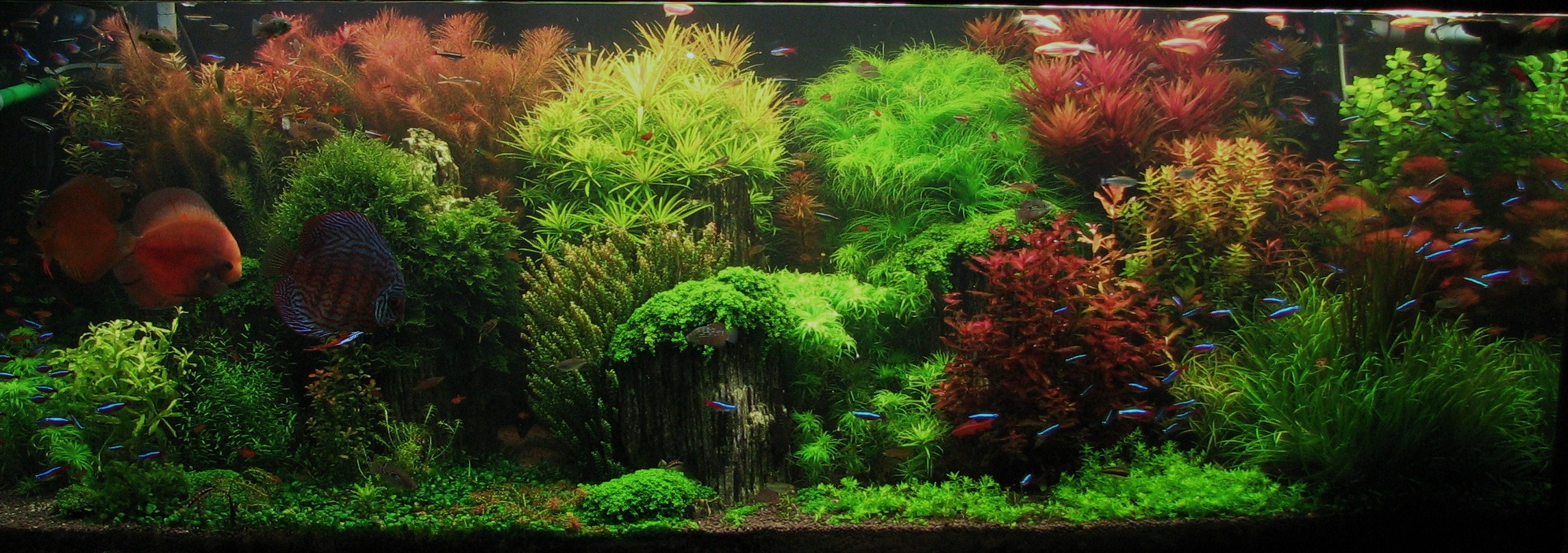
Сучасний домашній «голландський» акваріум

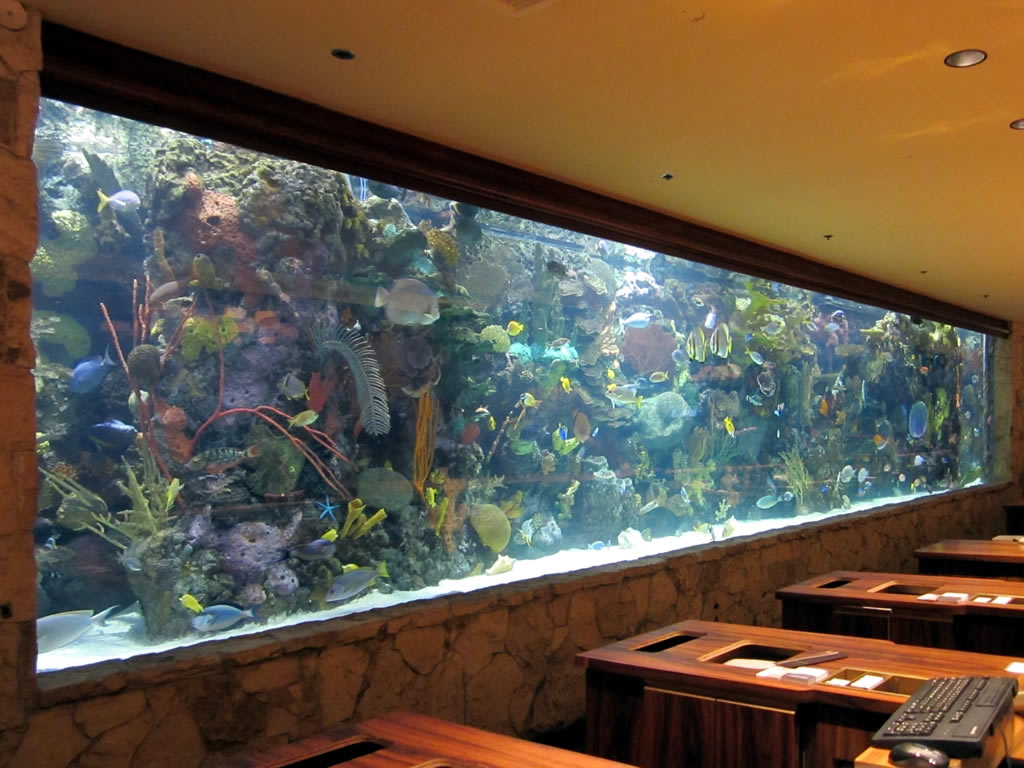
Сучасний морський рифовий акваріум, об'єм 76000 л.

Аква́ріум, рідше акварій (лат. aquarium — водойма) — це тип віварію, призначеного для утримання та розмноження водних організмів. У побуті акваріумом називають скляну посудину, призначену для утримання в домашніх умовах тропічних рослин, безхребетних та риб.
Розведення живності в акваріумі — популярне у світі захоплення, що налічує більш ніж 60 мільйонів ентузіастів. Сучасний акваріум мало схожий на перший прототип, що з'явився близько 1850 р., зараз його комплектують розвиненими системами фільтрації води, освітлення, підживлення тощо.
Акваріуми зазвичай класифікуються за типом води (прісна або солона), температурним режимом (тропічний, холодний тощо). Ці та інші параметри залежать від типів тварин та рослин, що живуть в акваріумах.

## Домашній акваріум

### Призначення
Домашній акваріум призначений для любительського утримання водних організмів. Здебільшого, під терміном «домашній акваріум» розуміють саме прісноводний тропічний акваріум призначений для утримання тропічних рибок та рослин. Однак, домашніми також є і морські акваріуми, де утримуються як самі коралии, так і рибки коралових рифів, так і ракоподібні та молюски.

### Конструкції домашніх акваріумів

#### Суцільні акваріуми
Суцільні або кулясті акваріуми виготовляються шляхом видування сферичної ємності зі скла фабричним методом. Кулясті скляні акваріуми досить розповсюджені у практиці утримання золотих рибок і лабіринтових риб таких як півники, гурамі чи лялілуси. Суцільні акваріуми можуть бути з плоским дном або на ніжці у вигляді склянки для вина. Вони є малопридатними для утримання риб та рослин. Найбільший недолік суцільного акваріума — це те, що він легко може розбитися.

#### Каркасні акваріуми
Одна із найдавніших і примітивних конструкцій домашнього акваріума, суть якої полягає у створенні металічного або пластмасового кутникового каркаса у вигляді прямокутного паралелепіпеда, в грані якого вклеювалось скло. Така конструкція акваріума була популярною впродовж XIX-ХХ століть, сьогодні від них відмовились. Потреба у створенні каркаса для акваріума була пов'язана із відсутністю міцних, достатньо еластичних клеїв, які б витримували тиск води, а шви, виконані ними, не тріскалися б. Іншою стороною питання була нетоксичність таких клеїв для риб та їх інертність до дії агресивного водного середовища акваріума. Для вклеювання «вікон» використовувались спеціальні замазки, які часом виготовлялись за участю токсичних свинцевих та цинкових компонентів.

#### Безкаркасні акваріуми
Безкаркасні (клеєні) акваріуми на нинішній день є найрозповсюдженішими. Їхня конструкція передбачає просте склеювання стінок за допомогою. відповідних клеїв. Такі акваріуми виготовляють з органічного або силікатного скла. Для склеювання органічного скла використовують спеціальні клеї на основі органічних розчинників; для склеювання силікатного скла звичайно застосовують силіконові клеї.
Акваріуми з органічного скла є хімічно нейтральними, отже — більш пристосованими для утримання та розведення вибагливих рослин, безхребетних та риб. Органічне скло (найчастіше — поліметилметакрилат) також є значно прозорішим за загально-доступне силікатне, але створення таких акваріумів обмежене високою вартістю скла та розчинників для його склеювання.
Компоненти силікатного скла з часом розчиняються у воді, змінюючи її хіміко-фізичні властивості. Крім того, таке скло є менш прозорим за органічне, але є значно доступнішим, доступними є також і клеї для його склеювання.

### Системи життєзабезпечення домашнього акваріума

#### Освітлення
Світло, як один із визначальних абіотичних екологічних факторів, відіграє важливу роль у забезпеченні життєдіяльності акваріумних рослин, оскільки є джерелом енергії для фотосинтезу. В результаті фотосинтезу утворюється глюкоза, яка використовується рослиною для продукування похідних метаболітів: нуклеїнових кислот, амінокислот, жирних кислот, целюлози та крохмалю.
У житті акваріумних риб, ракоподібних та молюсків світло відіграє значно меншу роль, ніж у рослин, оскільки більшість із них у природних біотопах проживає за дуже низького рівня освітлення, що спричинено каламутністю водойм. Світло у акваріумних тварин забезпечує функцію візуального сприйняття довколишнього світу, тобто зору.
Для освітлення акваріумів звичайно застосовують штучні джерела світла, при цьому важливими є світловий потік, спектр та режим освітлення, які визначаються з врахуванням потреб мешканців акваріума та його геометричних розмірів. Залежно від цих параметрів обирають типи ламп, їх розміщення та час роботи.

#### Контроль температури та обігрів
Тепло, поруч зі світлом, є важливим абіотичним фактором, який визначає межі толерантності водних організмів. Оскільки домашній акваріум призначений здебільшого для утримання тропічних риб та рослин, то температурний оптимум повинен відповідати природним біотопам їх існування. Температура води у різних типах тропічних водойм коливається від 17 °C до 35 °C, що залежить від протічності, швидкості течії та рельєфу місцевості розташування. При підборі акваріумних мешканців обов'язково враховують температурні вимоги кожного з видів.
Для контролю температурного режиму слугують термометри різноманітної конструкції і принципу дії. Найзвичнішими і найрозповсюдженішими є спиртові термометри. Для потреб акваріумістів, розроблені термометри, що фіксують температуру у діапазоні 10-40 °C.
Обігрів акваріума забезпечується нагрівальними елементами, що об'єднані у збірну назву «обігрівачі». Існує низка відмінних за конструкцією і принципом дії обігрівачів — спіралі розжарювання та електролітні. Найрозповсюдженішими і найбезпечнішими є обігрівачі за принципом дії спіралі розжарювання, а електролітні, де використовується сольовий розчин бо розчин кислоти у сучасній акваріумістиці використовуються рідко.

#### Аерація та фільтрація води

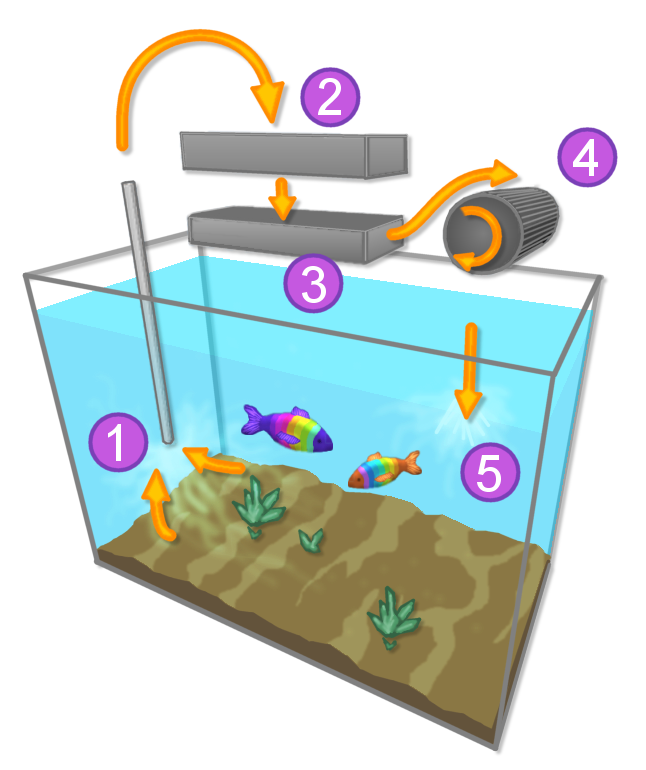
Схема фільтрації води у акваріумі. 1. Забір нефільтрованої води, 2-4. Фільтрувальні елементи, 5. Повернення відфільтрованої води

Розчинений у воді кисень є важливим абіотичним екологічним фактором, оскільки мешканці акваріума, за винятком анаеробних бактерій та грибів, для нормального перебігу фізіологічних процесів потребують його постійного надходження у організм. Незважаючи на виділення кисню рослинами у процесі фотосинтезу, та його розчинення на поверхні води акваріума з повітря, цих джерел для забезпечення оптимальної життєдіяльності мешканців є замало. Значна частка розчиненого у воді кисню витрачається на процеси окислення та розкладу органічних решток і розчинених органічних речовин. Задля забезпечення акваріумних рибок додатковим джерелом кисню проводять спеціальну аерацію води.
Аерація здійснюється за допомогою електричних повітряних мінікомпресорів, котрі нагнітають повітря в занурені у акваріум трубки. Для підвищення ефективності розчинення повітря у воді використовують розпилювачі різноманітної форми та розмірів. Розпилювачі характеризуються мікропористою структурою матеріалу, який розбиває потік повітря від мінікомпресора на дрібні бульбашки, що розчиняються у воді. Рух повітряних бульбашок від дна до поверхні акваріума забезпечує часткове перемішування води, що вирівнює температурні режими біля дна та поверхні. Розпилювачі виготовляються з різних матеріалів: пресованої титанової стружки, пористого пісковика або мікропористого пластику.
У сучасних домашніх акваріумах для аерації води використовують новітні фільтри, які забезпечують як фільтрацію, так і перемішування, так і аерацію. Принцип їх дії базується не на нагнітанні повітря, а створення потоку води за допомогою ґвинта, який захоплює повітря із повітряної трубки, що виведена назовні акваріума.
Забезпечення чистоти води, має важливе значення для охорони здоров'я акваріумних рибок. Адже залишки кормів та фекалії є поживним субстратом для розмноження мікроорганізмів, в тому числі і патогенних, які безпосередньо можуть вражати риб. Окрім того, у процесі життєдіяльності мікроорганізми виділяють у воду токсини, наприклад, аміак, які можуть призводити до отруєння і загибелі риб. Для запобігання небажаних оказій розроблено системи фільтрації води. Існують механічні та хімічні фільтри. У домашніх акваріумах застосовуються, майже виключно, механічні, що очищують воду від завислих механічних часток, які затримуються на пористих фільтрувальних елементах. Відфільтрована вода повертається у акваріум.
Окрім згаданого типу сучасних фільтрів, існує низка таких, що використовувались акваріумістами до недавнього часу. Зокрема акваріумні фільтри поділяються на донні, внутрішні та зовнішні. Принцип дії більшості із них ґрунтується на подачі повітря від мікрокомпресора у забірну трубку, у якій під дією виштовхування повітря водою виникає вакуум, що заповнюється водою, створюючи висхідний потік. Разом із водою захоплюються різноманітні завислі у товщі води частки, які відфільтровуються.

## Колообіг хімічних елементів у акваріумі

### Колообіг нітроґену

Колообіг нітроґену (1—5) та карбон-оксиґенна рівновага (8—9) в екосистемі акваріума. (1) Корм, (2) NH_{3}, (3) NO_{2}, (4) NO_{3}, (5) H_{2}O, (6) Освітлення, (7) Добрива, (8) O_{2}, (9) CO_{2}

Нітроґен або азот є основним компонентом атмосфери Землі, де його частка становить понад 70%. Тому він присутній розчиненим у акваріумній воді, крові акваріумних рибок, соку акваріумних рослин та інших мешканців. Але молекулярний азот є інертним газом, тому не проявляє хімічної активності. Оскільки нітроґен є життєво важливим елементом, бо входить до складу білків і нуклеїнових кислот, то основне джерело рухомих (розчинних) форм нітроґену є живі організми.
Атмосферний азот можуть включати у синтез органічних сполук лише азотфіксуючі бактерії та синьо-зелені водорості. Саме ці прокаріотичні організми є джерелом азоту для усіх живих організмів. Азотофіксатори постачають нітроґен рослинам, а ті тваринам. Тварини у процесі своєї життєдіяльності виділяють у навколишнє середовище сечовину й аміак, які бактеріями перетворюються у доступні для рослин нітрити й нітрати.
Акваріум є відкритою і неповночленною екосистемою, тому джерелом енергії тут виступає корм, яким годують риб. Він же є і основним джерелом нітроґену. Акваріумні рибки, виділяючи продукти життєдіяльності у воду, насичують її розчиненим аміаком, який спричинює лужну реакцію води. Аміак поглинається бактеріями і переходить у нітрити і нітрати, які споживаються акваріумними рослинами. Саме у цьому полягає надзвичайно важлива роль рослин у акваріумі. Замінюючи живі рослини на пластмасові, акваріуміст несвідомо призводить до отруєння риб токсичними нітроґенвмісними солями.

### Карбон-оксиґенна рівновага
Карбон є найважливішим біогенним елементом — основою усіх живих організмів. Він представлений в акваріумі у вигляді органічних сполук, вуглекислого газу та солей карбонатної кислоти.

### Реакція води

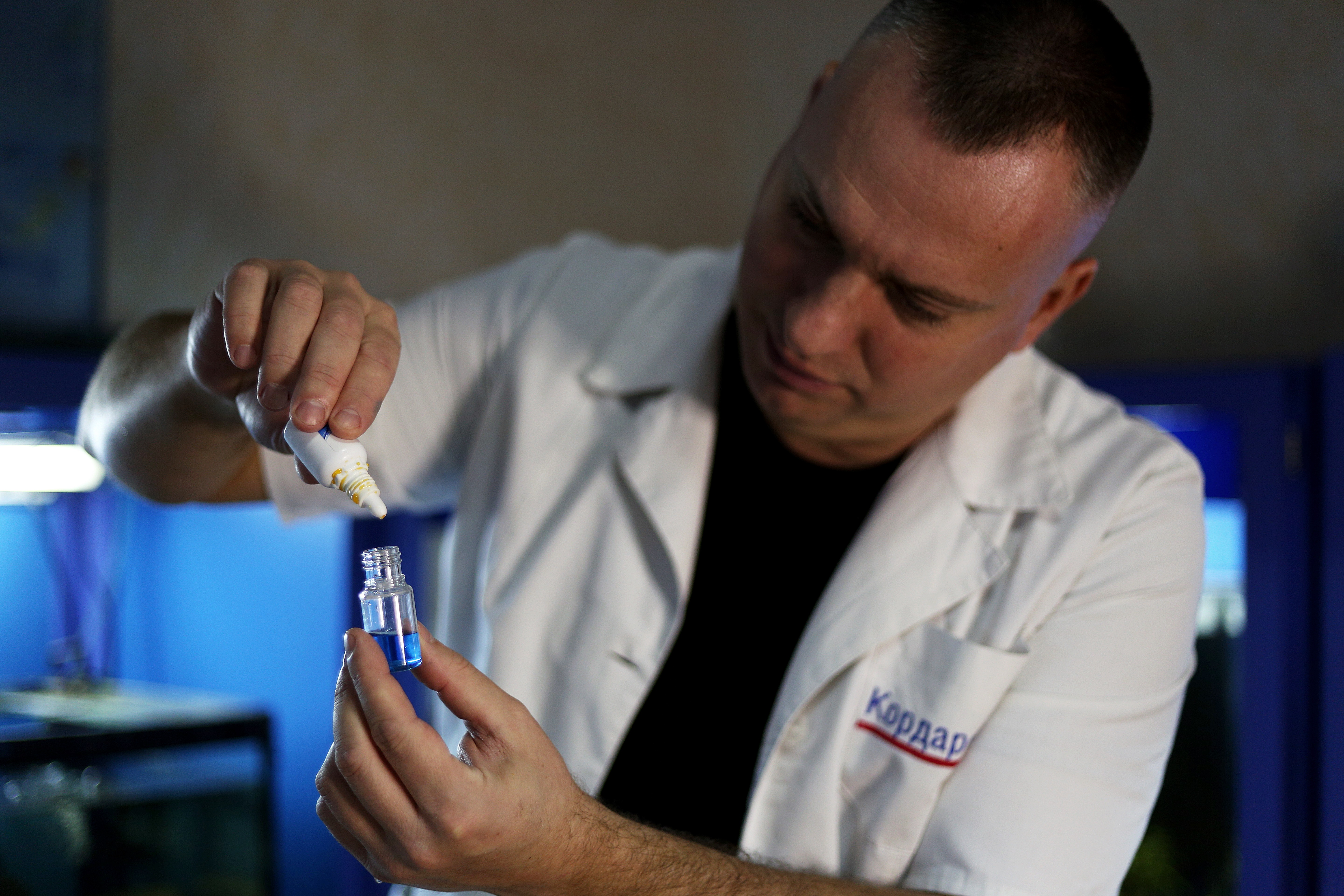
Перевірка кислотності акваріумної води

Основна стаття — pH
Реакція води або pH  — величина, що показує міру активності йонів водню (Н+) в розчині, тобто ступінь кислотності або лужності цього розчину.
У водних розчинах активність йонів водню визначається константою дисоціації води (Kw=1,011 × 10−14 при 25 °C) та взаємодією з іншими іонами в розчині. Завдяки такому значенню константи дисоціації нейтральний розчин (де активність іонів водню дорівнює активності гідроксильних груп ОН−) має значення рН, що дорівнює 7. Водні розчини із значенням рН, меншим ніж 7, вважаються кислими, із значенням рН більшим 7 — лужними.

### Твердість води
Основна стаття — Твердість води
Концентрація розчинених у воді солей маґнію та кальцію визначає твердість води. М'яка вода містить до 2 мг-екв/л кальцію та маґнію (1 мг-екв/л = 20,04 мг/л Ca2+ або 12,16 мг/л Mg2+); середня твердість 2-10 мг-екв/л; тверда вода понад 10 мг-екв/л.
Твердість води у акваріумістиці визначається у градусах (°dH). 1°dH = 0,357 мг-екв/л.
- Дуже м'яка : 0-4°dH
- М'яка: 4-8°dH
- Тверда у незначній мірі: 8-12°dH
- Середня твердість: 12-18°dH
- Тверда: 18-30°dH
- Дуже тверда >30°dH